# Evita (actriz)
Eva Luisa Aguirre Muñiz (Guadalajara, Jalisco, México, 24 de octubre de 1956), más conocida por su apodo «Evita», es una actriz, cantante y presentadora de televisión mexicana. En las décadas de 1960 y 1970 durante la Época de oro del cine mexicano, fue conocida por sus papeles estelares en películas como Mi padrino (1969) y El nano (1971), ambas protagonizadas por el cómico Gaspar Henaine "Capulina".

## Biografía
Se inició en el canal 4 de Guadalajara cuando el director del Televicentro tapatío, Mario Rincón, la descubrió. Llegó a tener su propio programa llamado Niñerías con Hemostyl patrocinado por el jarabe Hemostyl. Este programa se empezó a grabar y a distribuir por varias televisoras de la República Mexicana.
Inició su carrera en el cine con la película Ven a cantar conmigo (1967). Esta película se filmó en Guadalajara y Chapala; Evita acompañada de Robert Conrad y Alicia Bonet, mostró los lugares más importantes de la perla tapatía como el Hospicio Cabañas y el Mercado San Juan de Dios. También es conocida por sus participaciones estelares en Mi padrino (1969) y El nano (1971), ambas junto al cómico Gaspar Henaine "Capulina".
Grabó varios discos, entre ellos Ven a cantar conmigo con las canciones de las película. La película y el disco la llevaron a una gira por Centro y Sudamérica. Pero el disco más ambicioso fue El rancherito Juan donde Ferrusquilla narraba un cuento y Evita cantaba diferentes canciones que se hilaban a la narración.
Es hija de Mary Muñiz por lo que le empezaron a llamar Evita Muñíz, aunque nunca usó ese apellido. La familia de Evita siempre estuvo ligada al espectáculo. Su madre, además de ser presentadora del programa Club del hogar, formó un dueto con su hermana Patricia, y la cantante de cumbia Linda Vera es su tía.

## Filmografía
| Año  | Película                | Personaje |
| ---- | ----------------------- | --------- |
| 1967 | Ven a cantar conmigo    | Evita     |
| 1968 | Un extraño en casa      | Evita     |
| 1969 | Mi padrino              | Evita     |
| 1970 | Jóvenes de la Zona Rosa | Evita     |
| 1971 | El nano                 | Clarita   |